# Riittakerttu Kaltiala-Heino
Riittakerttu Kaltiala-Heino is een Fins psychiater, gespecialiseerd in zorg met betrekking tot genderdysforie en jeugdtransgenderzorg. Kaltiala is hoofdpsychiater van de afdeling jeugdpsychiatrie van het Finse Universitair Ziekenhuis van Tampere. 
Nadat Finland aanvankelijk het Dutch protocol overnam als zorgmodel, ontdekte Kaltiala dat er bij haar patienten andere resultaten kwamen dan werd verwacht op basis van het Nederlandse protocol. Het viel haar vooral op dat er meer meisjes dan jongens naar de Finse kliniek kwamen. Ze steunt de rapid onset gender dysphoria theorie van Lisa Littman. Ze tekende bezwaar aan tegen het genderbevestigende model, zocht internationaal contact met andere genderteams en kwam tot een corrigerend inzicht. Door haar toedoen veranderde Finland radicaal in hun type zorg voor deze patienten. Hun model is gebaseerd op intensieve psychotherapie. Puberteitsremmers worden niet gebruikt en men is zeer terughoudend met hormoontherapie bij adolescenten, met name als deze andere onderliggende psychische klachten hebben naast hun genderdysforie. Ze is een uitgesproken tegenstander van het genderbevestigende zorg-model en treedt hierover veel op in de media. Ze noemt dit type zorg ‘gevaarlijk’.
- Bibsys: 90872586
- Library of Congress Control Number: no2001036565
- ORCID: 0000-0002-2783-3892
- Virtual International Authority File: 311367542